# 郡司敏夫
郡司敏夫（ぐんじ としお、俳号：郡司山梔（くちなし）、1915年（大正4年） - 1991年（平成3年）2月13日）とは、栃木県上都賀郡足尾町（現在の日光市足尾地区）の「足尾焼」の陶芸家である。
「足尾銅山」の「古河鉱業」に勤務し「足尾俳壇」で足尾の俳句活動に携わった後、民芸品「足尾山の山の神」を作り出し、「足尾銅山」から新しい伝統工芸品の焼き物「足尾焼」の基礎を作った先駆者の一人であり、足尾町にかつてあった「足尾焼」の窯元「壺中坐」の創始者である。

## 生涯

### 生い立ち
1915年（大正4年）、栃木県上都賀郡足尾町に生まれる。父親が勤めていた足尾銅山の社宅で生まれ育った。敏夫が生まれる前に実母は鹿沼の実家に戻ってしまい、生まれた敏夫は足尾に戻された。父は再婚したが、継母とは上手くいかなかった。
敏夫は幼い頃から絵を描くことが大好きだった。中学生の頃から文芸部に所属し俳句も嗜んでいた。17歳の時に出会った竹久夢二の絵に出会い、大正ロマンを描く画家に憧れた。旧制中学を卒業した時に足尾銅山に勤めていた父親から「絵描きなどに憧れる人間はロクな人間ではない」と勘当されてしまった。勘当されてしまったことで「自由になった」敏夫は東京都へ上京し、画業の基本を学ぶために川端画学校に通った。画学校の先生の紹介で当時の売れっ子イラストレーターだった先生の元でアルバイトをした。その先生から「本当に絵描きになりたいのなら竹久夢二の絵を捨てろ」と何度も厳しく言われた。しかし自分の中に「夢二の絵」が住んでしまっていた敏夫にはなかなか捨て切れるものではなく、激しく自己葛藤をした。
ところが栄養失調から結核に罹ってしまい、夢二も大正ロマンも無くなってしまった。勘当されたため足尾には帰れず、実母の家がある鹿沼へ身を寄せた。実母も再婚していたが、実母の弟である叔父の代になっていた鹿沼の家で療養をした。
結核が治った時には20歳になっていた。そして義務付けられていた徴兵検査を受けた。徴兵は逃れたが、毎年1回の軍事訓練の呼び出しはあった。太平洋戦争が勃発した1941年（昭和16年）に召集令状が来たが、盲腸炎の手術跡が回復しておらず、重傷と見なされて召集は免除された。
満州事変の後に支那事変となり日中戦争が勃発し、太平洋戦争へとエスカレートした時代だった。「戦争は嫌だ」「絵を描いていたい」。そんな事は口が腐っても言えない、戦争一色の時代だった。
1944年（昭和19年）8月に来た召集令状で、工作隊として中国へと出征した。生きて帰れるとは思わなかった。それでも第一戦の戦場ではなかったため、終戦の翌年の1946年（昭和21年）の冬に、妻と3人の子どもたちが疎開していた足尾に復員した。何とか生きて帰れた。思いがけずに拾った人生だ、と思った。

### ｢足尾銅山｣に勤務
1947年（昭和22年）8月。3人の子どもを育て上げる為に古河鉱業に入社し、足尾銅山本山
の抗内機械運転夫となった。この時に「大正ロマンの夢」はすっぱりと捨てた。
古河鉱業に入社した後、内面から外に芽を出したがっていた持ち前の芸術性を堪えきれる事が出来ず、すぐに「俳句クラブ」に所属した。足尾銅山では東京から異動してきた足尾銅山の幹部職員の中に俳句を嗜む人たちがおり、その人たちを中心として、また坑夫たちも俳句を拠り所とし、そして古河鉱業も坑夫たちの労働への不満を別方向へ向けさせるためもあったのか、俳句がとても盛んだった。そして敏夫は「郡司山梔」と号し、妻・英子と共に毎月行われた句会に出席し、俳句雑誌の編集にも携わるなど「足尾俳壇」で活動し、数多くの「足尾の俳句」を詠んでいった
。
古河鉱業はもっと早くに辞めたかった。しかし借金を返すためと、子どもたちを育て上げるために辞められず、50歳の定年まで勤め上げた。

### 足尾の民芸品｢山の神｣
敏夫は足尾鉱毒事件により廃村となってしまった松木村に足繁く通った。そして松木村に残る石仏や木仏や地蔵像、そしてかつて松木村の家々で祀られていた氏神、これらを信仰しながら平和に暮らしていた松木村の人々への思いから、後の足尾の郷土民芸品｢山の神｣の考案に繋がった。
50歳の時に定年を迎え足尾鉱業を退職した敏夫は、1964年（昭和39年）11月から足尾町で民芸店を開いた。そして松木村にあった愛宕神社の御神体であった｢須佐之男命｣の木彫仏をモチーフとして、足尾に生えていた白樺の木を彫り、実母と母方の祖父の実家で見かけたマニラ麻を髪の毛として用いて、足尾の民芸品｢山の神｣を作った。廃村となった松木村への思いと、山深い足尾の人々の安泰を願い、その祈りが敏夫の手により｢山の神｣一体一体に魂が籠められた。そして合わせて2,000体は彫ったという。そしてそれらの｢山の神｣は、敏夫の家に残された試作品の5体を残して、求めた人たちの家に納められ、その家の人たちをひっそりと守護しているだろうと言われた。

### ｢足尾焼｣と｢壺中坐｣
｢足尾焼｣は、国鉄足尾線・上神梅駅（群馬県）のホームに、足尾銅山で精錬の際に排出される廃泥：通称｢スライム｣を用いて作られた埴輪像が並べられたのを見た足尾町の役人により、足尾町振興政策の一環として、スライムを原料とした焼き物｢足尾焼｣の地場産業化が計られた。
一時は｢足尾銅山の町｣から｢窯業の町｣への転換が軌道に乗り始めたかのように見えたが、｢スライム｣を焼成する際に発生する悪性の亜硫酸ガスによる近隣への被害は隠しようも無かった。そして1973年（昭和48年）2月28日、足尾銅山が突然閉山した。足尾町の人々の混乱の最中、｢足尾焼｣を建築資材として手掛け始めていた古河鉱業関連の窯業企業も閉鎖し倒産し、｢足尾の窯業の野望｣は儚く消えていった。
そんな中、敏夫は1967年（昭和42年）の頃から、青木哲や井上富蔵や、谷川春陽や谷川省三親子などの｢足尾焼｣の個人陶芸家や陶工たちに、作陶の技術を個人的に教わっていった。
そして敏夫は1974年（昭和49年）から1980年（昭和55年）の秋まで、今度は観光用の民芸品として開発を行うようになった、足尾町による｢足尾焼｣の研究施設である｢足尾窯業研究所｣の所長となった
。
しかし「足尾町のお役所仕事」が敏夫の仕事の邪魔をした。敏夫が作陶した陶器の一番良いものを持って行き、安値で売り払い、資金として研究所に入らず、敏夫の作品も敏夫の手元に残らなかった。始めは「町の研究所だから所長である敏夫に好きに任せる」と言ってくれたが、人事異動により担当者が変わると方針が変わり、焼き物だけに予算は出せないだの、観光客向けに売れる商品を作れだのと指示を出し始め、築く目処が立った登り窯になど金が掛かり、所長の道楽に町民からの貴重な金は出せないと、替わったばかりの担当者に面と向かって言われてしまった。
そして足尾町の制度改革の為に「足尾窯業研究所」を福祉事業と観光事業の一環として位置付け、芸術性を否定し、観光の為の商売としての伝統工芸品として扱うことになった。
こうして様々な要因が重なり、敏夫は研究所の所長を辞した。
それでも敏夫は焼き物への情熱を捨てられなかった。そして友人から土地を借り、手作りの小屋を建て、「足尾焼」の自分の窯である「壺中坐」を開窯した。
その一方、何度となく廃泥：スライムを焼き物の陶土として使えないかと試したが、最終的には諦め、代わりに陶土として使える「足尾の土」を探した。そして足尾の山には陶土として使える土「カオリン土：カオリナイト」が大量にあることが判明した。益子町の「栃木県窯業指導所」と「益子陶磁器組合」に調査してもらい、有田焼とほぼ同じ性質を持つカオリン土であることがわかった。

### 「珪肺」発病と逝去
ほぼ独学で10年間、作陶の道を歩んだ。自分の窯を持った。そして見付けた陶土を使って「足尾焼」の研究に勤しもうとしていた。その矢先、敏夫は古河鉱業を辞めてから15年以上経ったにもかかわらず襲ってきた珪肺発病に倒れてしまった。
敏夫は作陶を続けられなくなった。しかし足尾町を出て京都にいたが足尾に戻り、焼き物を一から学んでいた長男の郡司庸一が「壺中坐」を継ぐことになった。
10年間もの闘病生活の最後に、敏夫は更に胃癌に見舞われた。摘出手術が施されたが何度も危篤状態に陥った。小康状態になり一時的に元気を取り戻し、焼き物作陶への意欲を見せていた。しかし1991年（平成3年）2月13日の朝、入院先の高徳労災珪肺病院（現在の獨協医科大学日光医療センター）で妻・英子に看取られながら静かに息を引き取った。享年76。

### 逝去後
長男の庸一が父・敏夫の跡を継ぎ、「足尾焼」の「壺中坐」の2代目となり、当時まだ若かった「足尾焼」の陶芸家たちのリーダー的存在となり、足尾町を再生すべく「足尾焼」の活動を引っ張っていった。
しかし、それでも「足尾焼」の窯元は減っていき、2023年（令和5年）の時点で2軒に減ってしまっている。
そして庸一の子であり、敏夫の孫となる郡司庸久は、「栃木県窯業指導所」を卒業した後、益子町のカフェギャラリー「starnet」主宰であった馬場浩史と出会い「作陶の勉強」に勤しみ、足尾町で作陶していたが、現在は妻の郡司慶子と共に益子町で「郡司製陶所」を運営している。
そして益子町の郡司夫妻の家には、祖父・敏夫が創作した「足尾の山の神」が鎮座されている。